# National Recreation Area
National Recreation Area (NRA), deutsch: Nationales Erholungsgebiet, ist eine Kategoriebezeichnung für landesweit bedeutsame Schutzgebiete in den Vereinigten Staaten von Amerika. Häufig handelt es sich bei diesen Gebieten um große natürliche oder künstliche Wasserreservoirs, an denen der Schwerpunkt auf wasserbezogener Freizeitbetätigung breiter Bevölkerungsschichten liegt. Der Schutzstatus entspricht nach IUCN-Definition etwa dem eines deutschen Naturparks. Neben den National Recreation Areas haben verschiedene Bundesstaaten auf ihrem Gebiet auch State Recreation Areas eingerichtet (beispielsweise in Illinois die Kickapoo State Recreation Area, die den Status eines State Park hat).
Die NRA stehen unter der Verwaltung der US-Bundesbehörde National Park Service. Der Unterhalt erfolgt jedoch durch unterschiedliche Bundesbehörden, die meist (wie der NPS oder das Bureau of Land Management) dem US-Innenministerium oder (wie der U.S. Forest Service) dem Landwirtschaftsministerium unterstehen.

## Geschichte
Das erste als National Recreation Area ausgewiesene Gebiet war die Boulder Dam Recreation Area (später umbenannt in Lake Mead National Recreation Area). Die frühen NRA wurden noch durch Vereinbarungen zwischen dem U.S. Bureau of Reclamation und dem National Park Service eingerichtet. Erst 1963 stellte ein eigens gegründetes Beratungsgremium des US-Präsidenten in Erholungsfragen (President's Recreation Advisory Committee) verbindliche Kriterien für National Recreation Areas auf und forderte, dass künftig der Kongress der Vereinigten Staaten für die Ausweisung neuer Gebiete zuständig sein solle. Die erste durch ein förmliches Statut des Kongresses ausgewiesene NRA war dann 1964 die Lake Mead National Recreation Area. Die erste unter Verwaltung der US-Forstverwaltung stehende NRA wurde im Jahr darauf die Spruce Knob-Seneca Rocks National Recreation Area. 1972 etablierte der Kongress die vom National Park Service verwaltete Gateway National Recreation Area als ersten „urbanen Nationalpark“. Die Cuyahoga Valley National Recreation Area wurde im Oktober 2000 umgewidmet zum Cuyahoga-Valley-Nationalpark.

## Liste der Gebiete
| Name                                                                                | Bundesstaat              |
| ----------------------------------------------------------------------------------- | ------------------------ |
| Amistad National Recreation Area                                                    | Texas                    |
| Big South Fork National River and Recreation Area                                   | Kentucky, Tennessee      |
| Bighorn Canyon National Recreation Area                                             | Montana, Wyoming         |
| Boston Harbor Islands National Recreation Area                                      | Massachusetts            |
| Chattahoochee River National Recreation Area                                        | Georgia                  |
| Chickasaw National Recreation Area                                                  | Oklahoma                 |
| Curecanti National Recreation Area                                                  | Colorado                 |

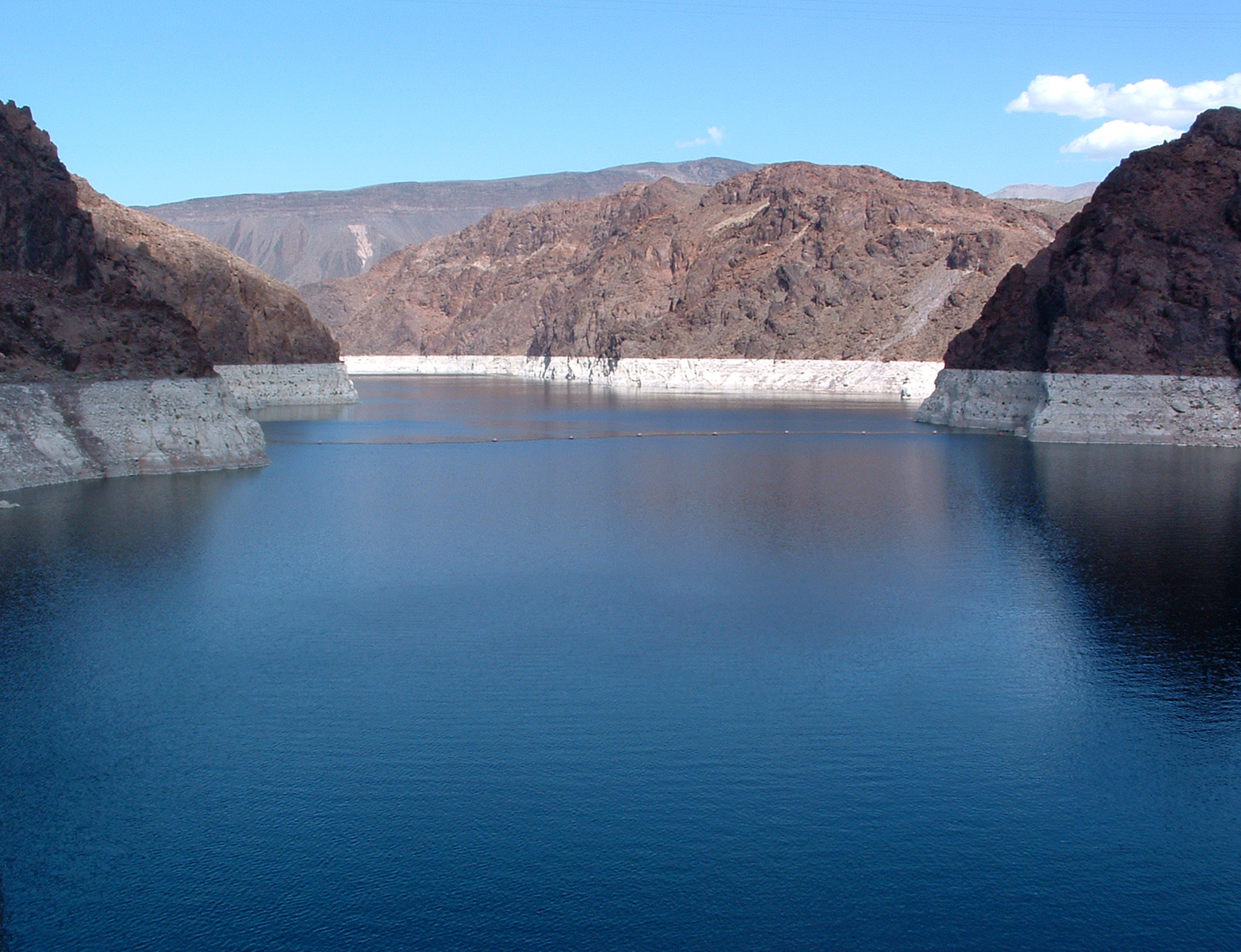
Lake Mead National Recreation Area

| Delaware Water Gap National Recreation Area - Middle Delaware National Scenic River | New Jersey, Pennsylvania |
| Gateway National Recreation Area                                                    | New York, New Jersey     |
| Gauley River National Recreation Area                                               | West Virginia            |
| Glen Canyon National Recreation Area                                                | Utah, Arizona            |
| Golden Gate National Recreation Area - Alcatraz Island - Presidio of San Francisco  | Kalifornien              |
| Hells Canyon National Recreation Area                                               | Oregon, Idaho            |
| Lake Chelan National Recreation Area                                                | Washington               |
| Lake Mead National Recreation Area - Grand Canyon-Parashant National Monument       | Nevada, Arizona          |
| Lake Meredith National Recreation Area                                              | Texas                    |
| Lake Roosevelt National Recreation Area                                             | Washington               |
| Mississippi National River and Recreation Area                                      | Minnesota                |
| Oregon Dunes National Recreation Area                                               | Oregon                   |
| Mount Rogers National Recreation Area                                               | Virginia                 |
| Ross Lake National Recreation Area                                                  | Washington               |
| Santa Monica Mountains National Recreation Area                                     | Kalifornien              |
| Sawtooth National Recreation Area                                                   | Idaho                    |
| Smith River National Recreation Area                                                | Kalifornien              |
| Whiskeytown-Shasta-Trinity National Recreation Area                                 | Kalifornien              |
| Robert T. Stafford White Rocks National Recreation Area                             | Vermont                  |
| White Mountains National Recreation Area                                            | Alaska                   |

Ehemalige National Recreation Areas
| Name                                     | Errichtung        | Entwidmung       | Ergebnis                                           |
| ---------------------------------------- | ----------------- | ---------------- | -------------------------------------------------- |
| Cuyahoga Valley National Recreation Area | 27. Dezember 1974 | 11. Oktober 2000 | umgewidmet zum Cuyahoga-Valley-Nationalpark.       |
| Shasta Lake Recreation Area              | 22. Mai 1945      | 1. Juli 1948     | übertragen an den U.S. Forest Service.             |
| Lake Texoma Recreation Area              | 18. April 1946    | 30. Juni 1949    | zurückgegeben an das U.S. Army Corps of Engineers. |
| Millerton Lake Recreation Area           | 22. Mai 1945      | 1. November 1957 | übertragen an den Bundesstaat Kalifornien.         |
| Flaming Gorge National Recreation Area   | 22. Juli 1963     | 1. Oktober 1968  | übertragen an den Forest Service.                  |
| Shadow Mountain Recreation Area          | 27. Juni 1952     | 1. März 1979     | übertragen an den Forest Service.                  |